# Racionamiento en Cuba

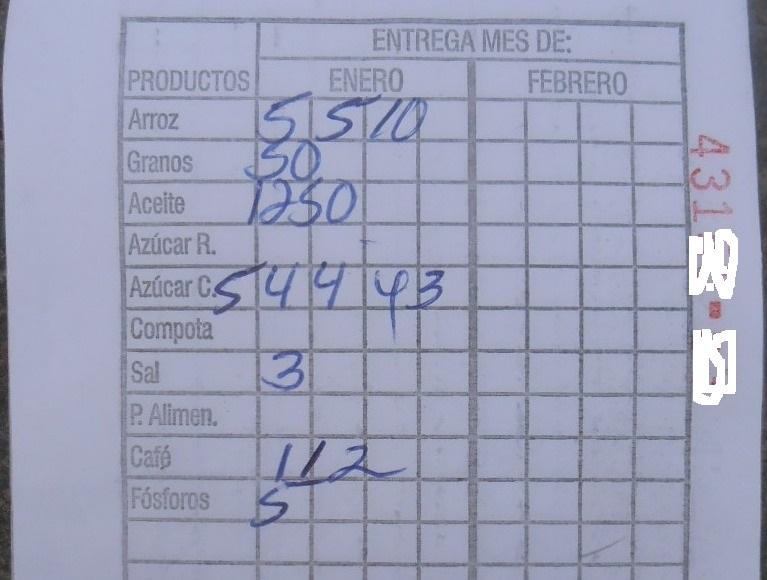
Detalle de una Libreta de Abastecimiento, emitida por la OFICODA, en la hoja de alimentos correspondiente a enero-febrero de 2018.

El racionamiento en Cuba es el sistema implementado por el gobierno central cubano desde la Revolución como política de Estado permanente, en el cual se distribuyen los alimentos y otros productos que son parte de la Canasta Básica de Alimentos en el país insular del Caribe, y que, por diversas razones, se encuentran en déficit de producción o con existencias limitadas. Es el mecanismo por el cual el gobierno cubano reparte de manera igualitaria un producto que se encuentra en escasez, por lo que la lista puede sufrir modificaciones mensuales, semestrales o anuales.
Pese a los rumores de su posible extinción, el sistema aún continúa operando en Cuba, comenzando incluso con un proceso de digitalización en 2019 mediante una «libreta electrónica», que permitiría una reducción en las colas de espera para poder adquirir los productos.

## Historia

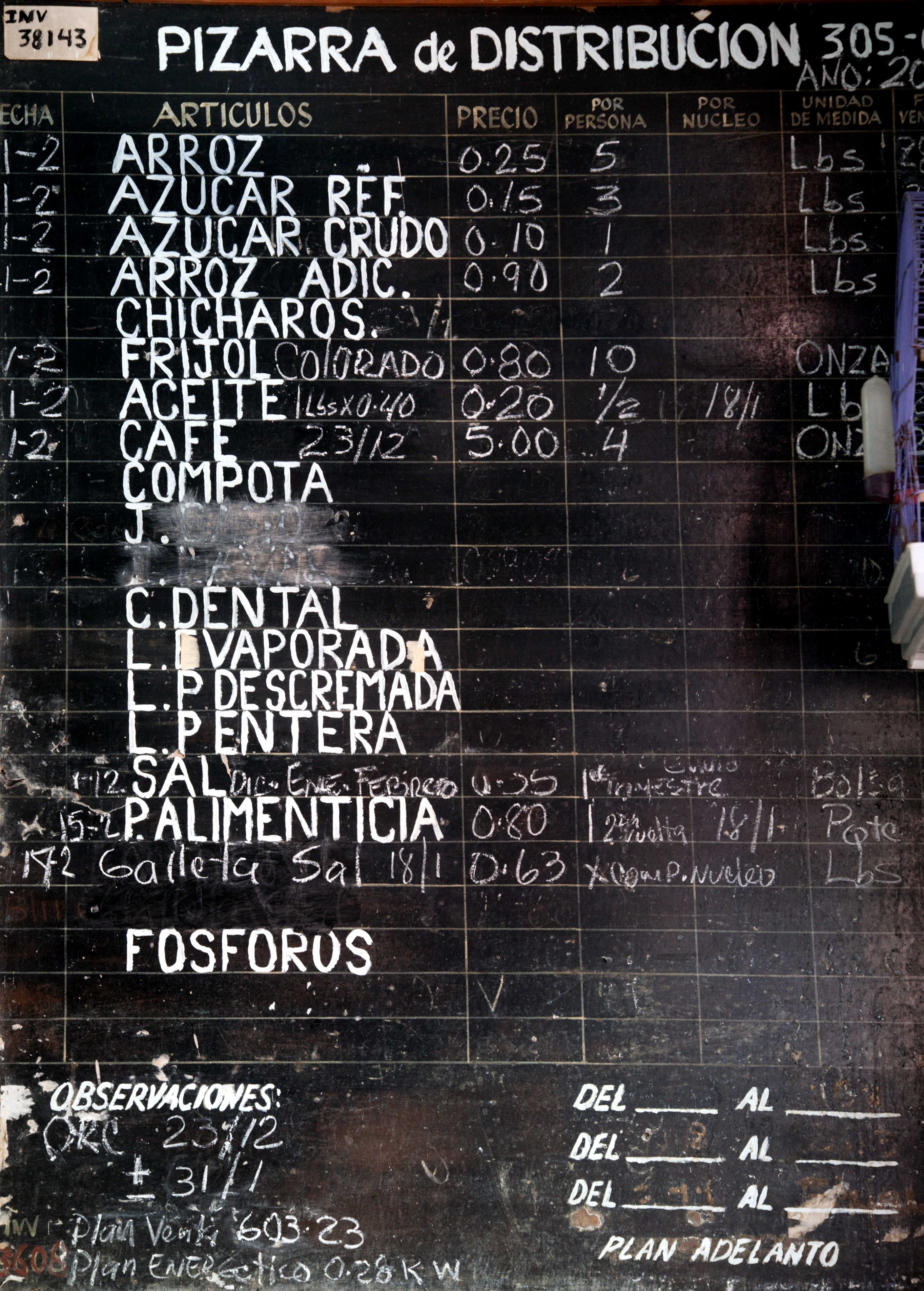
Una pizarra de distribución correspondiente a los valores de productos para la Libreta de racionamiento en una bodega de La Habana.

El 12 de marzo de 1962, Fidel Castro, líder de la revolución cubana, anunció mediante un decreto la creación de la «Libreta de Abastecimiento», un nuevo sistema de distribución de ciertos recursos alimenticios y de control de precios en la isla, como parte de la nueva política estatizadora de economía planificada. El anuncio fue recibido con la Protesta de las Calderas el 6 de junio de 1962 en las ciudades de Cárdenas y Perico.
El sistema establece las raciones subsidiadas que cada persona puede adquirir estos bienes y la frecuencia de los suministros, por el solo hecho de ser ciudadanos cubanos o residir permanentemente en la isla. La mayoría de estos productos se distribuyen en la bodega local (tienda especializada en la distribución de estas raciones) y, en el caso de la carne, aves o pescado, en la carnicería local. Surgida inicialmente como una política alimentaria, con el paso del tiempo otros productos industriales también se incluyeron en la libreta, como cigarrillos, puros, fósforos y todos los combustibles destinados a cocinar (gas licuado, alcohol, queroseno o incluso carbón vegetal, dependiendo de los medios para cocinar de cada persona). Otros productos también se pueden distribuir a través de este método, como bombillas eléctricas y otros artículos para el hogar. A diferencia de otros sistemas similares basados en cupones o timbres, cada vez que una persona adquiere un bien, es anotado en su respectiva libreta por el administrador de cada local de distribución.
Para administrar este servicio, fue creada especialmente la Oficina de Control de Distribución de Alimentos, conocida por su sigla OFICODA, organismo estatal encargado de emitir y distribuir las libretas a todos los ciudadanos cubanos cada año.

### Financiamiento y abastecimiento internacional
En un comienzo, la libreta contaba con un subsidio directo monetario y de productos de la Unión Soviética, no obstante, luego de su disolución en 1991, dejaron de percibir esos fondos, lo que provocó una reducción progresiva de los productos subsidiados por el Estado cubano que persiste hasta el siglo XXI. Asimismo, una vez instaurada la Revolución bolivariana en Venezuela por Hugo Chávez, principal aliado ideológico dentro de América Latina, también contaron con el apoyo de productos enviados desde dicho país; sin embargo, debido a la escasez y desabastecimiento en ese país, fueron paulatinamente reduciendo esos envíos para poder solventar el mercado interno venezolano.